# Odontognophos temperata
Odontognophos temperata är en fjärilsart som beskrevs av Eduard Friedrich Eversmann 1846. Odontognophos temperata ingår i släktet Odontognophos och familjen mätare. Inga underarter finns listade i Catalogue of Life.